# Tài trợ hạt giống
Tài trợ hạt giống, đôi khi được gọi là tiền hạt giống, là một hình thức cung cấp chứng khoán trong đó một nhà đầu tư mua một phần của một doanh nghiệp. Thuật ngữ hạt giống cho thấy rằng đây là một khoản đầu tư ban đầu, có nghĩa là để hỗ trợ kinh doanh cho đến khi nó có thể tạo ra tiền riêng của mình, hoặc cho đến khi nó đã sẵn sàng cho các đầu tư thêm. Lựa chọn tiền hạt giống bao gồm tài trợ của bạn bè và gia đình, tài trợ thiên thần và gần đây - tài trợ đám đông.

## Sử dụng

Chu trình tài trợ khởi động

Tiền hạt giống có thể được sử dụng để trả cho các hoạt động sơ bộ như nghiên cứu thị trường và phát triển sản phẩm. Các nhà đầu tư có thể chính là những người sáng lập, sử dụng tiết kiệm và các khoản vay. Họ có thể là các thành viên gia đình và bạn bè của những người sáng lập. Các nhà đầu tư cũng có thể là các nhà đầu tư thiên thần bên ngoài, các nhà đầu tư mạo hiểm hoặc các nhà đầu tư được công nhận.
Vốn hạt giống có thể được phân biệt với vốn mạo hiểm trong đó vốn mạo hiểm có xu hướng liên quan đến nhiều tiền hơn đáng kể, một nghiệp vụ dài tay, và phức tạp hơn nhiều trong các hợp đồng và cơ cấu công ty mà đi kèm với đầu tư. Tài trợ hạt giống liên quan đến một rủi ro cao hơn tài trợ vốn mạo hiểm bình thường do nhà đầu tư không nhìn thấy bất kỳ dự án hiện có nào để đánh giá đối với tài trợ. Do đó, các khoản đầu tư thường thấp hơn (trong khoảng hàng chục ngàn đến hàng trăm ngàn đô la) so với đầu tư vốn mạo hiểm bình thường (trong khoảng hàng trăm ngàn đến hàng triệu đô la), đối với các mức tương tự của cổ phần trong công ty.
Tiền hạt giống cũng có thể đến từ tài trợ đám đông hoặc từ bootstrapping tài chính chứ không phải là cung cấp vốn cổ phần. Bootstrapping trong bối cảnh này có nghĩa là việc sử dụng dòng tiền của một xí nghiệp hiện đang tồn tại.
Các nhà đầu tư đưa ra quyết định của họ có tài trợ hay không cho một dự án dựa trên sức mạnh nhận thức của ý tưởng và các khả năng, kỹ năng và lịch sử của những người sáng lập.